# 博希蒙德二世
博希蒙德二世（Bohemond II，1108年—1130年2月)。博希蒙德一世之子。1126年从阿普利亚到达安条克，不久便与耶路撒冷摄政鲍德温二世的女儿艾丽丝结婚，1129年与鲍德温二世联合进攻大马士革，翌年他在入侵奇里乞亞亞美尼亞王國領土時被前來援助的穆斯林軍隊所杀。達尼什曼德王朝的埃米尔将其头颅涂上香油以防腐，并作为礼物呈献给哈里发。
博希蒙德二世只有一个女儿安条克的康斯坦斯，担任安条克公国摄政。